# 斯普雷凱爾斯章克申 (加利福尼亞州)
斯普雷凱爾斯章克申（英語：Spreckels Junction）是位於美國加利福尼亞州蒙特雷縣的一個非建制地區。該地的面積和人口皆未知。

## 地理
斯普雷凱爾斯章克申的座標為36°39′30″N 121°37′19″W / 36.65833°N 121.62194°W，而該地的平均海拔高度為19米（即62英尺）。